# Pseudococcus insularis
Pseudococcus insularis är en insektsart som beskrevs av Morrison 1924. Pseudococcus insularis ingår i släktet Pseudococcus och familjen ullsköldlöss. Inga underarter finns listade i Catalogue of Life.